# 간베정
간베정(神戸町)은 미에현 가와게군에 설치되었던 정이다. 현재의 스즈카시에 해당한다.

## 역사
- 1889년 4월 1일 - 정촌제 시행에 의해 안키군 간베정이 성립하였다.
- 1896년 4월 1일 - 군제 시행에 의해 가와게군으로 변경되었다.
- 1942년 12월 1일 -  시로코정,이노우촌, 이노촌, 가와노촌, 이치노미야촌, 미다촌, 다마가키촌, 와카마쓰촌, 스즈카군 고촌, 스즈카군 쇼노촌, 마키타촌, 다카쓰세촌과 합병해, 스즈카시가 성립하여, 동일 간베정은 폐지되었다.

## 교통

### 철도
- 간사이 급행전철
  - 간베선

### 도로
- 이세가도

## 참고문헌
- 角川日本地名大辞典 24 三重県